# Campania Puteolana Calcio 1991-1992
Questa voce raccoglie le informazioni riguardanti  il Campania Puteolana nelle competizioni ufficiali della stagione 1991-1992.

## Rosa
| N. |                   | Ruolo | Calciatore             |
| -- | ----------------- | ----- | ---------------------- |
|    | Italia (bandiera) | D     | Salvatore Carannante   |
|    | Italia (bandiera) | D     | Davide Candela         |
|    | Italia (bandiera) | C     | Ciro Castellano        |
|    | Italia (bandiera) |       | D'Apice                |
|    | Italia (bandiera) |       | D'Aquale               |
|    | Italia (bandiera) | D     | Carlo De Gregorio      |
|    | Italia (bandiera) | D     | Gaetano De Rosa        |
|    | Italia (bandiera) | P     | Leonardo Di Punzio     |
|    | Italia (bandiera) | C     | Rocco Antonio Di Vella |
|    | Italia (bandiera) | C     | Michele Fadda          |
|    | Italia (bandiera) | C     | Rossano Romano         |
|    | Italia (bandiera) | D     | Fabio Germini          |
|    | Italia (bandiera) | C     | Giannino Giannini      |
|    | Italia (bandiera) | P     | Ciro Giglio            |
|    | Italia (bandiera) | P     | Angelo Grieco          |

| N. |                   | Ruolo | Calciatore            |
| -- | ----------------- | ----- | --------------------- |
|    | Italia (bandiera) | D     | David Guidi           |
|    | Italia (bandiera) | C     | Donato Laraspata      |
|    | Italia (bandiera) | A     | Giovanni Lubrano      |
|    | Italia (bandiera) | D     | Vincenzo Marino       |
|    | Italia (bandiera) | D     | Gennaro Monti         |
|    | Italia (bandiera) | A     | Gianluca Nistri       |
|    | Italia (bandiera) | A     | Francesco Ortolini    |
|    | Italia (bandiera) | D     | Mario Petrone         |
|    | Italia (bandiera) | A     | Carmelo Quaranta (II) |
|    | Italia (bandiera) | D     | Ciro Raimondo         |
|    | Italia (bandiera) | C     | Roberto Sacco         |
|    | Italia (bandiera) | C     | Salvatore Sullo       |
|    | Italia (bandiera) | D     | Antonio Vanacore      |
|    | Italia (bandiera) | P     | Stefano Vavoli        |
|    | Italia (bandiera) | D     | Daniele Zaffaina      |